# География на Таджикистан
Таджикистан е държава в Централна Азия или в югоизточната част на Средна Азия. Площта ѝ е 141 400 km². Населението към 1 януари 2019 г. наброява 8 746 900 души. Столица е град Душанбе.

## Географско положение, граници, големина
Таджикистан е държава в Централна Азия. На север граничи с Киргизстан (дължина на границата – 630 km), на изток – с Китай (519 km), на юг – с Афганистан (1356 km) и на запад и северозапад – с Узбекистан (910 km). Общата дължина на границите (само сухоземни) е 3651 km. Преобладаващата част от границите ѝ на север, изток и запад преминават по гребените на най-високите хребети и само на северозапад и частично на запад – по техните подножия и предпланински равнини (Хисарска долина, периферията на Ферганската котловина). На юг границата с Афганистан с много малко изключение на изток е предимно речна (по реките Пяндж и Памир). Дължината от запад на изток е 730 km, ширината от север на юг е от 100 до 500 km. В тези си граници заема площ от 141 400 km².
Крайни точки:
- на север – Согдийска област, граница с Узбекистан, Курамински хребет 41°02'39" с.ш.
- на юг – Горнобадахшанска автономна област, граница с Афганистан, десен бряг на река Пяндж 36°40'18" с.ш.
- на запад – Согдийска област, граница с Узбекистан, Зеравшански хребет 67°20'31" и.д.
- на изток – Горнобадахшанска автономна област, граница Китай, Сариколски хребет 75°09'13" и.д.

## Геоложки строеж, полезни изкопаеми

### Геоложки строеж
В пределите на Таджикистан са разположени нагънатите съоръжения на Среден и Южен Тяншан и Памир, а също и две междупланински падини: Таджикската и Ферганската депресии. Среден Тяншан е представен от Кураминския хребет, сформиран от каледонските и херцинските тектонски движения и има природа на палеозойски средищен масив. Изграден е от долнопалеозойски шисти, среднодевонски и долнокарбонски карбонатно-теригенни породи, горнопалеозойски вулканични породи, додевонски и горнопалеозойски гранитоиди. В херцинската структура на Южен Тяншан и Хисаро-Алай се редуват структурни зони (Хисаро-Каратегинска, Зеравшано-Хисарска, Туркестано-Алайска) с различни типове палеозойски разрези. Съществуват мнения за първичността на такава зоналност и за алохтонното залягане на покривката с различни типове разрези, развили се през средния карбон. През мезокайнозоя в пределите на всички зони са се отложили наслаги от платформен тип, дислоцирани в процеса на алпийското нагъване и сформирали съвременния релеф. Хисаро-Алай, Таджикската и Ферганската депресии са се развили на местата на мезозой-палеогеновите платформени пропадания. Те са изградени от три комплексни породи: долен комплекс – палеозойски геосинклинални образувания; среден комплекс – платформени, континентални и лагунни наслаги с юрска и среднопалеогенска възраст; горен комплекс – олигоцен-антропогенова моласа. През плиоцена и антропогена мезокайнозойските наслаги са силно дислоцирани. Памир се състои от дъгообразни структурни зони, разделени от локални издигания между тях. Външната зона е изградена от лагунно-морски наслаги от горния перм и палеогена и червеноцветни неогенски скали, дислоцирани и насложени през олигоцена и плиоцена върху структурите на Тяншан. В Северен Памир са развити породи от докамбрия, средния и горния палеозой, дислоцирани и пронизани от триаски и средноюрски гранитоиди. Централен Памир има покривен строеж. В автохтона му залягат докамбрийски скали, мощен слой от средния палеозой и маломощни седименти от времето на карбона, триаса и юрата. В алахтона му – палеозойски, кредни и палеогенски теригенно-карбонатни образувания, олигоценски и неогенски червеноцветни скали, разделени от лавови хоризонти. В Югоизточен Памир са развити мощни теригенни наслаги от перма и триаса, карбонатни наслаги от юрата, конгломерати и ефузиви от кредата и палеогена, червеноцветни скали от олигоцена и миоцена, горнокредни гранитоиди, нарушени от издигания и потъвания. Югозападен Памир е изграден от кристалинни шисти. Цялата територия на Таджикистан се характеризира с висока сеизмичност.

### Полезни изкопаеми
В Памир и Хисаро-Алай са открити находища на антимон, живак, арсен, бор, пиезокварц, планински кристал, оптичен флуорит, исландски шпат, лазурит, благороден шпинел, злато, волфрам. В Кураминската зона има полиметални руди, редки метали (Карамазор), пиезооптически суровини, шеелит, въглища. В Таджикската и Ферганската депресии се разработват находища на нефт, газ, въглища, горящи шисти, каменна сол, строителни материали. Страната е богата на минерални източници (термални, радиоактивни и др.), привързани към разломните зони.

## Природа
Таджикистан е планинска страна. 93% от нейната територия е заето от планини, отнасящи се към системите на Тяншан, Хисаро-Алай (който понякога се включва в системата на Тяншан) и Памир. Почти половината от територията ѝ се намира на височина над 3000 m. Равнинните пространства са привързани към разширените участъци на речните долини и междупланинските котловини.

### Релеф
В крайната северна част на Таджикистан се простира Кураминският хребет (връх Бобоноб, 3769 m) и планината Моголтау (1624 m³), влизащи в системата на Тяншан. Между тях на север и Туркестанския хребет на юг е разположена крайната западна, стеснена част на Ферганската котловина, която чрез тесен проход се съединява на запад с полупустинната Гладна степ (в Таджикистан се намира нейния югоизточен участък).
Централната част на страната е заета от планинската система на Хисаро-Алай, представляваща мощна виргация от планински вериги, започващи на изток с Алайския хребет (в пределите на Таджикистан е неговата крайна западна част). От Алайския хребет (на височина до 5539 m) се разклоняват Туркестанският (връх Пирамидални, 5509 m), Зеравшанският (връх Чимтарга, 5489 m) и Хисарският хребет, простиращи се в широчинно и субширочинно направление. От Хисарския хребет се разклонява на юг Каратегинският хребет. Вододелните гребени на хребетите са с характерни алпийски форми на релефа. На изток те за покрити с вечни снегове и ледници. Между Туркестанския на север и Зеравшанския хребет на юг е разположена дългата, тясна и дълбока Зеравшанска долина.
Територията на Югозападен Таджикистан (на юг от Хисаро-Алай и на запад от Памир) е пресечена от хребетите Джилантау, Сарсаряк, Тереклитау, Каратау, Актау и др., които сближавайки се на североизток достигат най-голяма височина (до 2300 m), а след това ветрилообразно се разклоняват в югозападно направление, постепенно понижавайки се към равнинните пространства покрай реките Пяндж и Амударя. Между тях са разположени широки долини – Хисарска, Вахшка, Долнокафирниганска и др., намиращи се на височина от 300 – 400 до 1200 m.
Източната част на Таджикистан се намира в пределите на Памир с максимална височина в хребета Академия на Науките връх Исмаил Самани (Комунизъм, 7495 m), 38°56′37″ с. ш. 72°00′57″ и. д. / 38.943611° с. ш. 72.015833° и. д.. В Заалайския хребет (до 7134 m). По характера на релефа си Памир се дели на Западен и Източен. За Западен Памир са характерни тесните и дълги планински хребети, редуващи се с дълбоки и тесни дефилета между тях. Подножията на хребетите лежат на височина до 1700 – 1800 m, а техните върхове достигат и на места надхвърлят 6000 m. В Източен Памир преобладават обширните котловини и широките речни долини, разположени на височина 3700 – 4200 m, над които се издигат планински хребети с относително плавни очертания и относителна височина над околните котловини и долини до 1000 – 1500 m. В котловините и долините са развити акумулативно-ледников релеф и алувиално-пролувиални наносни конуси.
- Планини в Таджикистан
- Фанските планини
- Планините на Памир

### Климат
Климатът на страната е континентален със значителни денонощни и сезонни колебания на температурата на въздуха, малко количество валежи, сухота на въздуха и малка облачност. Годишната продължителност на слънчевото греене е 2100 – 3165 часа. Сложността на релефа и големите височинни амплитуди обуславят климатичните различия в отделните райони височинната климатична зоналност. Средната януарска температура е от 2 до -2°C по долините на реките и предпланинските части на югозапад и до -20°C и по-ниски в Памир. Абсолютен минимум – -63°C в станция Булункул в Памир. Средните юлски температури са от 30°C в понижените долини на югозапад до 0°C и по-ниски в Памир. Абсолютен максимум – 48°C в станция Нижни Пяндж. Влажните въздушни маси навлизат в страната от северозапад, запад и югозапад. По южните склонове на Хисарския хребет, обърнати към влажните въздушни маси, падат до 1600 mm валежи годишно. Много малко са валежите в ниските равнини (Айвадж – 150 mm, Канибадам – 100 mm), в планинските долини, закрити от хребетите от влажните ветрове (Искандеркул – 258 mm), а най-малко са те в Източен Памир (Каракул – 72 mm). Максимумът на валежите е през март и април, с изключение на Източен Памир, където падат през юли и август. Вегетационният период (минимална денонощна температура – 5°C) в долините на Северен Таджикистан е с продължителност 230 денонощия, в Югозападен Таджикистан – 230 – 240 дни, в долините на Хисаро-Алай и Западен Памир – 180 дни, а в Източен Памир – 60 дни. Почти във всички планински райони през лятото господстват планинско-долинните ветрове. Във Ферганската котловина през лятото и есента духа сухият и горещ вятър „гармсил“, а за Южен Таджикистан е характерен изсушаващият югозападен вятър „афганец“.

### Води

#### Реки
Речната мрежа на страната е развита неравномерно. С най-голяма гъстота се отличават планинските области, а с най-малка – равнините на север и югозапад. Почти всички реки се отнасят към водосборните басейни на Амударя, Сърдаря и Зеравшан. Само в Източен Памир малките реки Караджилга, Акджилга, Музкол вливат водите си в безотточното езеро Каракул, а река Маркансу принадлежи към басейна на река Тарим. Басейнът на Амударя заема 3/4 от площта на страната. В пределите на Таджикистан към него се отнасят реките Пяндж (лява съставяща на Амударя, с притоцита си Гунт, Бартанг, Язгулем, Ванч, Къзълсу) и Вахш (дясна съставяща на Амударя, с горното си течение Сурхоб) и Кафирниган (десен приток на Амударя). Към басейна на Сърдаря (пресича северната част на Таджикистан на протежение от 195 km) принадлежат реките, стичащи се от северния склон на Туркестанския хребет – Исфара, Ходжабакирган, Карасу, Аксу. На територията на Таджикистан се намира горното течение на река Зеравшан с притоците си Фандаря, Кщут, Магиан и др., басейнът на който заема 1/10 от територията на републиката. Болшинството от реките, водещи началото си от високите части на планините имат ледниково-снежно подхранване, с максимален отток през юли и август и снежно-ледниково с максимален отток през май и юни. Реките, извиращи в среднопланинските и долнопланинските райони имат смесено подхранване снежно, дъждовно и грунтово (подземно) и имат най-голям отток от март до май. водите на повечето от реките в страната се използват за напояване и производство на електроенергия. Потенциалните хидроенергийни ресурси (за 511 реки с дължина над 10 km) се оценяват на 32,6 млн. квт.

#### Езера
Езерата са разположени главно в Памир и в планините на хисаро-Алай. Най-голямото по площ е езерото Каракул. Сарезкото езеро и езерото Яшилкул са се образували в резултат от свличането на големи земни маси и преграждането на теченията на съответните реки. Едно от най-красивите подобни езера е Искандеркул в Хисарския хребет. В страната се изградени няколко големи водохранилища: Кайракумско („Таджикско море“), Нурекско, Ферхадско, Рогунско и др.

#### Ледници
Долната граница на снежната линия в Хисаро-Алай на запад и югозапад е на височина 3800 m, на североизток – на 4200 – 4400 m, в Северозападен Памир – на 4000 m, а в Източен Памир – на 5200 m. Общата площ на съвременното заледяване е 8470 km². Преобладават планинско-долинните ледници. Най-големи центрове на заледяване има в северните и западни части на Памир: ледниците Федченко (дължина – 77 km, площ – 907 km²), Грум-Гржимайло (36,7 km, 160 km²), Бивачни (27,8 km, 197 km²), Гармо (27,5 km, 153,3 km²), Болшая Саукдаря (25,2 km, 69,2 km²), Сугран (24,2 km, 48 km²), Географско Дружество (21,5 km, 81,8 km²), Гандо (22,5 km, 55 km²) и др. Най-значителният ледник в Хисаро-Алай е Зеравшанския (25 km, 41 km²).

### Почви
В равнините и нископланинските райони на югозапад и север са разпространени сивите почви. На височина до 300 – 600 m са развити светлосивите малохумусни почви (1 – 1,5%), на височина до 600 – 900 m – обикновени сиви почви с хумусно съдържание 1,5 – 2%. Горният пояс на предпланинските части и склоновете на хребетите от 900 до 1500 – 1900 m са покрити с тъмносиви почви с хумусно съдържание 2,5 – 4%. Върху тях при изкуствено напояване се отглежда памук и други селскостопански култури. Средният планински пояс (1600 – 2800 m³) е зает от планински канелени почви. На север и в Хисаро-Алай сивите почви нагоре се сменят със светлоканелени, в районите с по-голямо овлажняване на юг – с канелени карбонатни почви, а още по-нагоре – с типични канелени почви. В долините на Западен Памир са развити светлоканелени почви. Горният пояс (над 2800 m) е зает от високопланински ливадно-степни, степни, пустинно-степни почви. В Източен Памир почвите са високопланински пустинни, а по ниските речни тераси се срещат високопланински ливадно-блатни замръзнали почви, които често са засолени.

### Растителност
В Таджикистан се наброяват над 5 хил. вида висши растения. Преобладава тревистата и полухрастова растителност, а дървесно-храстовата заема 4% от територията на страната. Характерна е височинната зоналност в разпределението на растителността. Равнинните пространства (до 500 m височина) на север и крайния югозапад на Таджикистан се отнасят към зоната на пустините. Растителността тук се състои от полухрастовиден пелин и салянка. По заливните тераси по долното течение на Вахш и реките Пяндж, Кафирниган и Къзълсу има малки галерийни гори съставени от туранга (вид топола), лох (вид маслина), камъш, ериантус. На височина 500 – 700 m е развита ефемероидна растителност с господство на нискорасла острица, луковична метличина и различни ефемери. Нагоре (на височина 700 – 900 m) по предпланинските части са развити едротревиста, но също ефемероидна растителност съставена от космат пирен и луковичен ечемик. Среднопланинските части (от 1200 до 1800 m и от 2300 до 2800 m) са заети от дървесно-храстова растителност, като в Таджикистан се наброяват над 150 вида дървета и храсти. Почти половината от планинските гори са съставени от арча (вид хвойна), като основните горски масиви са в Туркестанския хребет, но се срещат и в Кураминския, Зеравшанския и Хисарския хребети и по най-високите участъци в Югозападен Таджикистан. Овлажнените южни склонове на Хисарския хребет и западните части на хребетите Петър Първи и Дарвазки са заети от широколистни гори, съставени от гръцки орех, туркестански клен, източен чинар, екзохорди (вид дървесни рози), ябълка на Сиверс, джанка и др. в съчетание с розови и други храсти. Предпланинските райони на Зеравшанския, Хисарския, Петър Първи и Дарвазкия хребети и Югозападен Таджикистан са заети от ксерофитни редки гори, съставени от шамфъстък, бухарски бадем, каркас (вид коноп), дъбилен шмак, багрянка и др. В Памир дървесна растителност се среща само в западната му част, основно по долините на реките и се състои от ива, топола и облепиха. Във високопланинския пояс (над 2400 – 2800 m) в зависимост от условията на овлажняване са разпространени високопланински пасища, ливадни степи, степи и опуститени степи. В пасищата преобладават различните видове житни треви. За степите са характерни сухолюбивите житни треви, типчак, метличина и разнообразно коило. В Източен Памир са развити терескеновити и пелиновите пустини. В страната има множество лекарствени, дъбилни, етерично-маслени и плодни растения. Участъците с ефемероидна растителност се използват за есенни и зимни пасища, а високопланинските степи и ливади – за летни пасища.

### Животински свят
В съвременната фауна на Таджикистан се наброяват 81 вида бозайници, 365 вида птици, 49 вида влечуги и 7 – 8 хил. вида насекоми. Характерните обитатели на равнините и долния височинен пояс са: влечуги – сив варан, кобра, пясъчна усойница, степна боа, костенурка; птици – качулата чучулига, саксаулно врабче, степна белошипа ветрушка, дропла, египетски лешояд; гризачи – бодливо свинче, лалугер, пясъчник, скачаща мишка, хамстер. По откритите равнинни пространства на югозапад се среща антилопа джейран, а в предпланинските райони – виторог козел, леопард. Особено многообразен е животинския свят в галерийните гори по долините на реките (бухарски елен, камъшова котка, чакал, барс, язовец, глиган и др.; птици – фазан, пъдпъдък и др.; влечуги – змия отровница). В планинските гори обитават горска мишка, арчова полевка, горски сънливец, туркестански плъх, белка, мечка, язовец, невестулка, хермелин, рис, барс, вълк, козирог; птици – яребица, гривяк, голяма гугутка и др.; влечуги – хималайска агама и пепелянка. Във високопланинските райони се срещат сибирски козирог, архар, снежен барс; птици – хималайски и тибетски улар, пустинарка, кеклик, снежен гриф, брадат и белоглав лешояд, беркут; гризачи – дългоопашат мармот, памирска полевка, червен и голямоухест безопашат заек, сребриста полевка и др.

### Природни райони
В зависимост от релефа, климата, почвите и растителността територията на Таджикистан се поделя на 5 природни района: Северен Таджикистан, Хисаро-Алай, Югозападен Таджикистан, Централнотаджикски район и Памир:
- Северен Таджикистан – включва западната част на Ферганската котловина и влизащите в пределите на страната части от Гладната степ с обърнатите към тях склонове на Кураминския и Туркестански хребет. В равнинните части е развит културен ландшафт с участъци от пустинна и нискотревиста полупустинна растителност, а в предпланинските райони – ландшафти на пелиновите пустини и едротревисти ефемероиди с участие на окултурени земи. В среднопланинските райони преобладават ландшафти заети от ксерофитни редки гори, редуващи се с участъци от степи, а високопланинските райони са заети от редки арчови гори и ливадни степи. Природните условия са благоприятни за отглеждане на памук и други топлолюбиви култури (лозя, праскови и др.).
- Хисаро-Алай (Зеравшански район) – силно пресечена планинска територия, където характерните ландшафти се намират в голяма зависимост от разпределението на валежите и експозицията на склоновете. По южните склонове на Хисарския хребет преобладават широколистните гори и ливадните степи, а в останалите планински части – арчови редки гори, степи и опустинени степи.
- Югозападен Таджикистан – състои се от широки речни долини и разделящите ги предимно ниски хребети. Климатът е най-топъл в страната. Преобладават ландшафти, заети от ефемероидна растителност, сменяща се по горните склонове на планините с ксерофитни редки гори. Значителни площи са заети от обработваеми и напоявани земи, които са благоприятни за отглеждане на тънковлакнест памук и други субтропични култури.
- Централнотаджикски (Каратегино-Дарвазки) район – включва речни долини и разделящите ги мощни планински хребети, ограничени от Зеравшанския и Алайски хребет на север, река Пяндж на юг, Каратегинския хребет на запад и хребета Академия на Науките на изток. Господства височинната зоналност, като ландшафтите са съставени от полупустини в долната част до високопланински пасища, степи и ливадни степи в горната част.
- Памир – характеризира се с рязкото различаване на западна и източна част. В Западен Памир разпределението на влагата предопределя характерните ландшафти: от дъната на долините нагоре последователно се редуват пелинови пустини и остепнени пустини, като в речните долини на места се е съхранила дървесно-храстова растителност. Източен Памир се отличава с най-сухия и най-студения климат в Таджикистан, отсъствието на дървесна растителност и господството на студените високопланински пустини.[1]